# أرسين زاخاريان
أرسين زاخاريان (مواليد 26 مايو 2003) هو لاعب كرة قدم روسي يلعب في مركز خط الوسط في نادي دينامو موسكو.

## روابط خارجية
- أرسين زاخاريان على موقع الاتحاد الأوربي (الإنجليزية)
- أرسين زاخاريان على موقع إي إس بي إن إف سي (الإنجليزية)
- أرسين زاخاريان على موقع قاعدة بيانات كرة القدم.إي يو (الإنجليزية)
- أرسين زاخاريان على موقع ليكيب (الفرنسية)
- أرسين زاخاريان على موقع ناشيونال فوتبول تيمز (الإنجليزية)
- أرسين زاخاريان على موقع Soccerbase.com (لاعب) (الإنجليزية)
- أرسين زاخاريان على موقع Soccerway.com (الإنجليزية)
- أرسين زاخاريان على موقع عالم كرة القدم.نت (الإنجليزية)